# بنكوي ويسي (مقاطعة فيروزآباد)
بنكوي ويسي (بالفارسية: بنکوی ویسی) هي قرية تقع في قسم خواجه‌اي الريفي في إيران.